# Pablo de Blasis
Pablo Ezequiel de Blasis (ur. 4 lutego 1988 w La Placie) – argentyński piłkarz występujący na pozycji pomocnika w Gimnasia.